# سلطنة برار
كانت سلطنة برار (بالأردية: سلطنتِ برار) أو السلطنة العمادشاهيّة (بالأردية: عماد شاہی سلطنت) واحدة من سلطنات الدكن في أواخر العصور الوسطى في جنوب الهند. تأسست السلطنة على يد فتح الله عماد الملك عام 1490م. استمرت عام 1572م تاريخ ضمها إلى سلطنة أحمد نكر.

## روابط خارجية
- قائمة سلاطين برار